# Геперт-Мајер (кратер)
Кратер Геперт-Мајер је ударни метеорски кратер на површини планете Венере. Налази се на координатама 59,7° северно и 26,8° западно (планетоцентрични координатни систем +Е 0-360) и са пречником од 33,5 км налази се у групи кратера просечне величине.
Кратер је име добио у част немачке физичарке и добитнице Нобелове награде за физику 1963. Марије Геперт-Мајер (1907—1972), а име кратера је 1991. усвојила Међународна астрономска унија.
Кратер се налази непосредно изнад стрмине у јужном делу Иштар тере (континента). Западно од кратера простире се падина дужине преко 1 км.